# Amor de hombre (canción)
«Amor de hombre» es el título de una canción grabada por la banda española Mocedades en 1982. Forma parte del álbum de estudio del mismo título. Fue creada sobre la base musical de un tema clásico de zarzuela (el intermedio de La leyenda del beso, de 1924, de Reveriano Soutullo y Juan Vert), arreglado por Juan Carlos Calderón, con una nueva letra, escrita por Luis Gómez-Escolar, excomponente del grupo Aguaviva, para Mocedades.
Ocupó durante semanas el segundo puesto del Billboard y alcanzó el número uno de la lista de los 40 Principales la semana del 27 de noviembre de 1982. Fue el sencillo más vendido en España en diciembre de 1982. Formó parte, además, de la banda sonora de la película del mismo título.

## Descripción
Se trata de una balada romántica que canta sobre el amor de pareja, las relaciones de dependencia, el miedo al abandono, el sentimiento de felicidad y odio al que puede llevar una relación infeliz.